# Andrés Mehring
Andrés Ulises Mehring (Franck, Santa Fe, Argentina, 19 de abril de 1994) es un futbolista argentino. Juega de arquero y actualmente milita en la Academia Puerto Cabello de la Primera División de Venezuela.

## Trayectoria
Comenzó a atajar en el Club Social y Deportivo Argentino de Franck, pasando luego a las divisiones inferiores de Colón. Aún sin debutar en primera tuvo ofertas del Sporting de Lisboa de Portugal. Ocupó el puesto de segundo arquero en el Club Atlético Colón.
El 12 de julio de 2015 luego de varias fechas de suplente Andres Mehring debuta como titula en la primera del club Colón en el partido contra Nueva Chicago en el Estadio Nueva Chicago, terminando el partido en un monótono 0 a 0, Entró en el lugar del suspendido Jorge Broun, expulsado la fecha anterior en el partido frente a Huracán.
Se desempeñó como arquero en Club Deportivo Godoy Cruz Antonio Tomba.
A inicios del 2020 fichó por Liverpool Fútbol Club para afrontar la Liga Uruguaya y Copa Sudamericana 2020.
En enero de 2025 fue anunciado como nuevo jugador de Independiente Santa Fe. Jugó 3 partidos y en abril anunció su salida del equipo.

## Selección nacional
Ha sido internacional con la Selección Sub-20 de Argentina.

### Participaciones con la selección
| Torneo                   | Sede      | Resultado    |
| ------------------------ | --------- | ------------ |
| Copa 8 Naciones Sub-20   | Sudáfrica | Subcampeón   |
| Copa Desafío             | Chile     | Campeón      |
| Sudamericano Sub-20 2013 | Argentina | Primera fase |

## Clubes
| Club                    | País      | Año             |
| ----------------------- | --------- | --------------- |
| Colón                   | Argentina | 2015 - 2016     |
| Guillermo Brown         | Argentina | 2016 - 2018     |
| Godoy Cruz              | Argentina | 2018 - 2019     |
| Liverpool               | Uruguay   | 2020            |
| Central Córdoba         | Argentina | 2021 - 2022     |
| Fénix                   | Uruguay   | 2023            |
| Central Córdoba         | Argentina | 2024            |
| Santa Clara             | Portugal  | 2024            |
| Santa Fe                | Colombia  | 2025            |
| Academia Puerto Cabello | Venezuela | 2025 - Presente |

## Estadísticas
Actualizado el 18 de abril de 2025. 
| Equipo                    | Div.             | Temporada        | Liga  | Liga  | Copa nacional | Copa nacional | Copa internacional | Copa internacional | Total | Total |
| Equipo                    | Div.             | Temporada        | Part. | Goles | Part.         | Goles         | Part.              | Goles              | Part. | Goles |
| ------------------------- | ---------------- | ---------------- | ----- | ----- | ------------- | ------------- | ------------------ | ------------------ | ----- | ----- |
| Colón Argentina           | 1ª               | 2015             | 1     | 0     | -             | -             | -                  | -                  | 1     | 0     |
| Colón Argentina           | 1ª               | 2016             | 0     | 0     | -             | -             | -                  | -                  | 0     | 0     |
| Colón Argentina           | Total club       | Total club       | 1     | 0     | -             | -             | -                  | -                  | 1     | 0     |
| Guillermo Brown Argentina | 2ª               | 2016-17          | 39    | 0     | -             | -             | -                  | -                  | 39    | 0     |
| Guillermo Brown Argentina | 2ª               | 2017-18          | 0     | 0     | -             | -             | -                  | -                  | 0     | 0     |
| Guillermo Brown Argentina | Total club       | Total club       | 39    | 0     | -             | -             | -                  | -                  | 39    | 0     |
| Godoy Cruz Argentina      | 1ª               | 2018-19          | 8     | 0     | 4             | 0             | 2                  | 0                  | 14    | 0     |
| Godoy Cruz Argentina      | Total club       | Total club       | 8     | 0     | 4             | 0             | 2                  | 0                  | 14    | 0     |
| Liverpool · Uruguay       | 1ª               | 2020             | 14    | 0     | 1             | 0             | 4                  | 0                  | 19    | 0     |
| Liverpool · Uruguay       | Total club       | Total club       | 14    | 0     | 1             | 0             | 4                  | 0                  | 19    | 0     |
| Central Córdoba Argentina | 1ª               | 2021             | 10    | 0     | -             | -             | -                  | -                  | 10    | 0     |
| Central Córdoba Argentina | 1ª               | 2022             | 0     | 0     | -             | -             | -                  | -                  | 0     | 0     |
| Central Córdoba Argentina | 1ª               | 2024             | 5     | 0     | -             | -             | -                  | -                  | 5     | 0     |
| Central Córdoba Argentina | Total club       | Total club       | 15    | 0     | -             | -             | -                  | -                  | 15    | 0     |
| Fénix · Uruguay           | 1ª               | 2023             | 24    | 0     | -             | -             | -                  | -                  | 24    | 0     |
| Fénix · Uruguay           | Total club       | Total club       | 24    | 0     | -             | -             | -                  | -                  | 24    | 0     |
| Santa Clara Portugal      | 1ª               | 2024-25          | 0     | 0     | -             | -             | -                  | -                  | 0     | 0     |
| Santa Clara Portugal      | Total club       | Total club       | 0     | 0     | -             | -             | -                  | -                  | 0     | 0     |
| Santa Fe · Colombia       | 1ª               | 2025             | 3     | 0     | -             | -             | -                  | -                  | 3     | 0     |
| Santa Fe · Colombia       | Total club       | Total club       | 3     | 0     | -             | -             | -                  | -                  | 3     | 0     |
| Total en carrera          | Total en carrera | Total en carrera | 104   | 0     | 5             | 0             | 6                  | 0                  | 115   | 0     |

## Palmarés
| Título             | Club      | País     | Año  |
| ------------------ | --------- | -------- | ---- |
| Supercopa Uruguaya | Liverpool | Uruguay  | 2020 |
| Torneo Apertura    | Santa Fe  | Colombia | 2025 |

### Logros individuales
- Deportista Franckino 2012.